# Phoenicoprocta analis
Phoenicoprocta analis là một loài bướm đêm thuộc phân họ Arctiinae, họ Erebidae.